# Saneczkarstwo na Zimowych Igrzyskach Olimpijskich Młodzieży 2024
Zawody w saneczkarstwie na Zimowych Igrzyskach Olimpijskich Młodzieży 2024 odbyły się w Alpensia Sliding Centre w Gangwon.
Zawodnicy i zawodniczki rywalizowali w pięciu konkurencjach: jedynkach mężczyzn, jedynkach kobiet, dwójkach mężczyzn, dwójkach kobiet oraz drużynowo. Zawody zostały rozegrane między 20 a 23 stycznia 2024 roku.

## Klasyfikacja medalowa
*   Gospodarz ( Korea Południowa)
| Miejsce | Reprezentacja | Złoto | Srebro | Brąz | Razem |
| ------- | ------------- | ----- | ------ | ---- | ----- |
| 1       | Włochy        | 4     | 1      | 1    | 6     |
| 2       | Niemcy        | 1     | 0      | 1    | 2     |
| 3       | Austria       | 0     | 2      | 3    | 5     |
| 4       | Łotwa         | 0     | 2      | 0    | 2     |
| Razem   | Razem         | 5     | 5      | 5    | 15    |

## Terminarz
| Data             | Godzina | Konkurencja       | Złoto                                                                                   | Srebro                                                                                              | Brąz                                                                    |
| ---------------- | ------- | ----------------- | --------------------------------------------------------------------------------------- | --------------------------------------------------------------------------------------------------- | ----------------------------------------------------------------------- |
| 20 stycznia 2024 | 8:30    | Jedynki dziewcząt | Antonia Pietschmann                                                                     | Alexandra Oberstolz                                                                                 | Marie Riedl                                                             |
| 20 stycznia 2024 | 11:00   | Dwójki chłopców   | Włochy Philipp Brunner · Manuel Weissensteiner                                          | Łotwa Jānis Gruzdulis-Borovojs · Ēdens Eduards Čepulis                                              | Niemcy Louis Grünbeck · Maximilian Kührt                                |
| 21 stycznia 2024 | 8:30    | Jedynki chłopców  | Leon Haselrieder                                                                        | Paul Socher                                                                                         | Philipp Brunner                                                         |
| 21 stycznia 2024 | 11:00   | Dwójki dziewcząt  | Włochy Alexandra Oberstolz · Katharina Sofie Kofler                                     | Austria Marie Riedl · Nina Lerch                                                                    | Austria Lina Riedl · Anna Lerch                                         |
| 23 stycznia 2024 | 10:30   | Zawody drużynowe  | Włochy Alexandra Oberstolz · Leon Haselrieder · Philipp Brunner · Manuel Weissensteiner | Łotwa Margita Sirsniņa · Edvards Marts Markitāns · Jānis Gruzdulis-Borovojs · Ēdens Eduards Čepulis | Austria Marie Riedl · Paul Socher · Johannes Scharnagl · Moritz Schiegl |